# هانس ویلکس
هانس ویلکس (انگلیسی: Hannes Wilksch؛ زادهٔ ۳۰ اکتبر ۲۰۰۱ ‏(۲۳ سال)) دوچرخه‌سوار اهل آلمان است.
وی در مسابقات کشوری و بین‌المللی در مجموع برندهٔ ۱ مدال طلا، ۱ مدال نقره، ۲ مدال برنز شده‌است.